# ولسوالی کجکی
کجکی یکی از ولسوالی‌های ولایت هلمند در جنوب افغانستان است. جمعیت آن در سال ۲۰۱۲ (میلادی) ۶۹٬۳۰۰ نفر اعلام شده است. اکثر باشندگان این ولسوالی پشتون‌ها هستند.

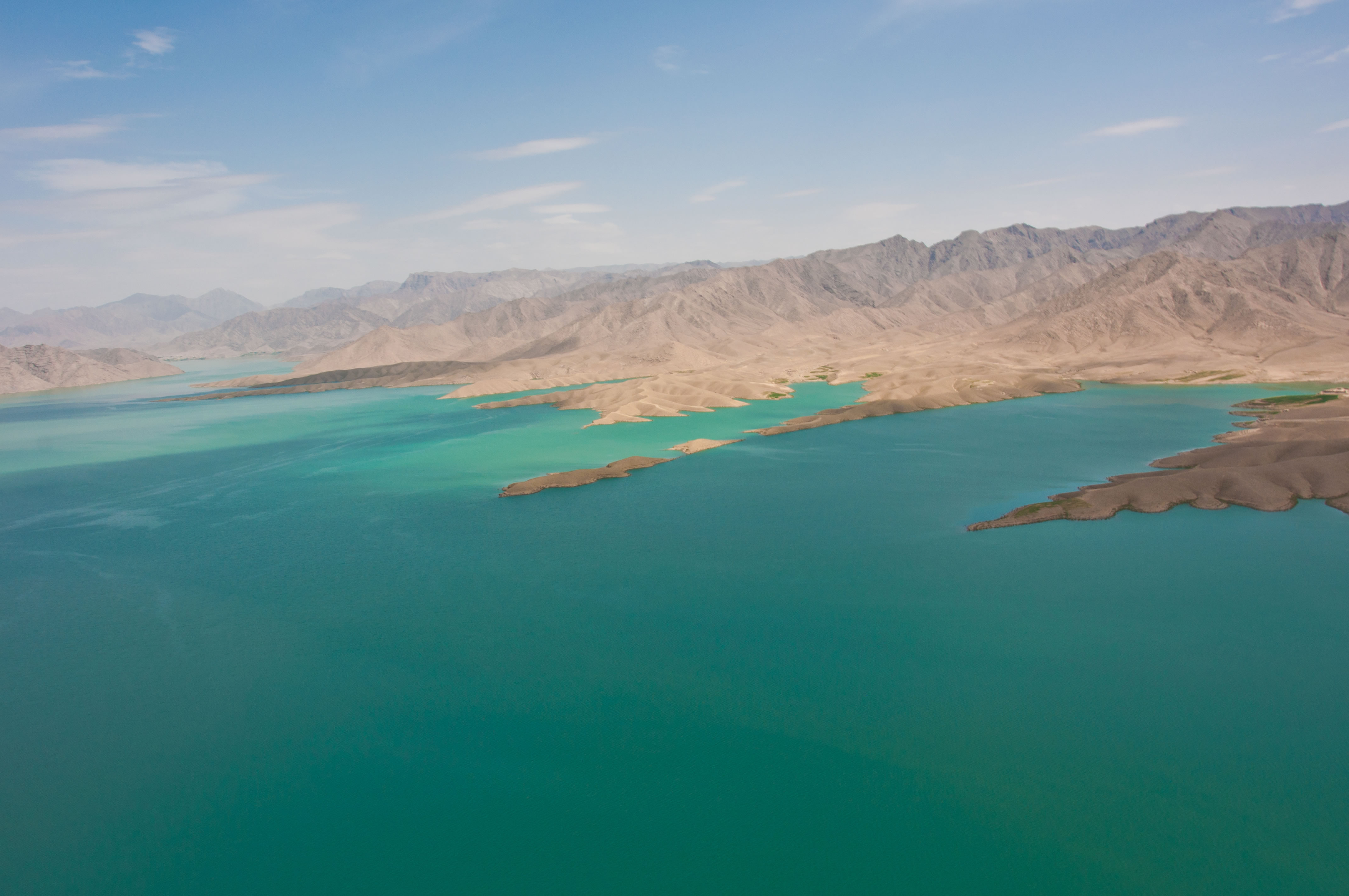
نمای رود هیرمند. سد کجکی در ولسوالی کجکی